# P·J·布朗
小科利尔·布朗（英語：Collier Brown, Jr.，1969年10月14日—），昵称“P·J”，美国职业篮球运动员，司职中锋或大前锋。
布朗出生于底特律，大学就读于路易斯安那理工大學，在1992年NBA选秀中于第二轮总第29位被新泽西网选中。但是布朗当年并未立即加入NBA，而是远赴希腊打了一年球。1993年，布朗加入籃網队，效力四年后，转入邁阿密熱火，成为一位防守高手。
2000年，布朗被交换去新奥尔良黄蜂，2006年他又被交换去芝加哥公牛。2007年他在合同结束后并未与公牛队续约，2008年3月转与波士顿凯尔特人签约，并于赛季末拿到总冠军退役结束其16年的职业生涯。